# Las Encinillas
Las Encinillas är en ort i Mexiko.   Den ligger i kommunen Tangamandapio och delstaten Michoacán de Ocampo, i den centrala delen av landet, 400 km väster om huvudstaden Mexico City. Las Encinillas ligger 1 923 meter över havet och antalet invånare är 114.
Terrängen runt Las Encinillas är kuperad. Runt Las Encinillas är det ganska tätbefolkat, med 86 invånare per kvadratkilometer. Närmaste större samhälle är Zamora, 19,4 km nordost om Las Encinillas. I omgivningarna runt Las Encinillas växer huvudsakligen savannskog.